# 1995 en basket-ball
Chronologie du basket-ball
1994 en basket-ball - 1995 en basket-ball - 1996 en basket-ball
Les faits marquants de l'année 1995 en basket-ball

## Mars
- 15 mars : le CJM Bourges (France) remporte la Coupe Ronchetti face aux italiennes de Parme.
- 19 mars : Michael Jordan est de retour sur les parquets de la NBA.
- 22 mars, Coupe des Champions féminine : Côme (Italie) remporte l'épreuve en battant Valence (Espagne) en finale, 64-57.

## Avril
- avril : le CJM Bourges enlève son premier titre de champion de France féminin face au Tarbes Gespe Bigorre (2 victoires à 0)
- 13 avril, Euroligue : Real Madrid (Espagne) bat Olympiakos (Grèce) en finale, 73-61.
- 27 avril, création du Racing Basket Anvers (matricule 71) suite à la fusion du RC Malines et du Sobabee.

## Mai
- 16 mai : Antibes est champion de France masculin.

## Juin
- 14 juin, NBA : les Houston Rockets remportent le titre NBA
- 18 juin : l’Ukraine devient championne d’Europe chez les féminines, devant l’Italie et la Russie.

## Récapitulatifs des principaux vainqueurs de compétitions 1994-1995

### Masculins
| Europe - Allemagne : TSV Bayer Leverkusen - British BL : Worthing Bears - Belgique : Sunair Ostende - Croatie : Cibona Zagreb - Espagne : FC Barcelone - Euroligue : Real Madrid - France : Olympique d'Antibes - Grèce : Olympiakos Le Pyrée - Israël : Maccabi Tel-Aviv - Italie : Buckler Beer Bologna - Coupe Korać : ALBA Berlin - Lituanie : Žalgiris Kaunas - Lettonie : ASK Broceni Rīga - Pologne : Mazowszanka Pruszków - Portugal : - - Coupe d'Europe : Benetton Trévise - Russie : CSKA Moscou - République tchèque : BC ŽS Brno - Suède : Alvik Basket Stockholm - Suisse : Bellinzona - Turquie : Ülker Istanbul - Ukraine : Budivelnyk Kiev | Amériques - Argentine : - - Brésil : ABCD Bandeirantes Rio Claro - CBA : Yakima Sun Kings - NBA : Houston Rockets - NCAA : UCLA Bruins - Venezuela : Panteras de Miranda | Afrique, Asie, Océanie - Angola : Petro Luanda - NBL Australie : - - Maroc : TS Casablanca - NBL Nouvelle-Zélande : Auckland Stars |

### Féminines
| Europe - Allemagne : BTV Wuppertal - Ligue baltique : Telerina Vilnius - Belgique : - - Espagne : CB Godella - Euroligue : Côme - France : Bourges Basket - Hongrie : - - Italie : Côme - Lituanie : - - Pologne : ŁKS Łódź - République tchèque : USK Prague - Coupe Ronchetti : Bourges Basket - Russie : - - Slovaquie : SCP Ružomberok - Turquie :- | Amériques - Argentine : - - Brésil : - - Canada : - - NCAA : Tennessee | Afrique, Asie, Océanie - WKBL-été : - WKBL-hiver : |

## Juillet
- 2 juillet : la Yougoslavie gagne le championnat d'Europe

## Naissances
- 19 février : Nikola Jokić, joueur serbe.
- 16 septembre : Aaron Gordon, joueur américain.

## Décès
- 25 mai : Krešimir Ćosić, joueur croate.